# Tomosvaryella gibbosa
Tomosvaryella gibbosa är en tvåvingeart som beskrevs av Hardy 1949. Tomosvaryella gibbosa ingår i släktet Tomosvaryella och familjen ögonflugor. Inga underarter finns listade i Catalogue of Life.